# June L. Mazer Lesbian Archives
Los Archivos Lésbicos de June L. Mazer son un archivo de documentos dedicado a recopilar, proteger y conservar la historia de las mujeres lesbianas y feministas. Lynn Fonfa y Cherrie Cox fundaron los Archivos en 1981 como West Coast Lesbian Collections (WCLC) en Oakland, California.
Después de establecer una junta directiva, a la WCLC se le otorgó el estatus de organización sin fines de lucro. En 1985, WCLC se mudó al sur de California con la ayuda del Centro de Mujeres Connexxus, Jean Conger. El Grupo de Trabajo para Gays y Lesbianas de la ciudad de West Hollywood. funcionaba en la casa de June L. Mazer y su pareja Nancy "Bunny" MacCulloch en Altadena, California. Las dos mujeres fueron guardianas del WCLC hasta la muerte de Mazer por cáncer en 1987. Posteriormente, MacCulloch cambió su nombre por el de June L. Mazer Lesbian Archives y continuó administrando la colección con la ayuda de voluntarios. El 28 de noviembre de 1988, los Archivos Mazer se trasladaron de Altadena al Edificio Werle, un espacio donado por la Ciudad de West Hollywood. Al año siguiente, recibió el estatus de organización sin fines de lucro.
En 1989, los Archivos Mazer crearon una asociación de extensión y creación de colecciones con el Centro para el Estudio de la Mujer de la UCLA y el Departamento de Colecciones Especiales de la Biblioteca de Investigación Charles E. Young de la UCLA. En 2011, fue coanfitrión de la 3ª Conferencia de Archivos, Bibliotecas, Museos y Colecciones Especiales LGBT. En 2015, Wolfe Video donó 100 películas lésbicas a los Archivos.
Los Archivos de Lesbianas de June L. Mazer se describen a sí mismos como "el único archivo en este lado del continente que se dedica exclusivamente a preservar la historia de las lesbianas. Están comprometidos a recopilar y preservar materiales escritos por y sobre lesbianas y feministas de todas las clases, etnias, razas y experiencias." Cuenta con fondos de donantes privados y de la ciudad de West Hollywood, y ha sido administrado estrictamente por voluntarios desde 1985.